# Джон Лойд Стивънс
Джон Лойд Стивънс (на английски: John Lloyd Stephens) е американски изследовател, археолог, писател и дипломат. Той прави важни открития за цивилизацията на маите в цяла Централна Америка и при планирането на железопътната линия по Панамския канал.

## Биография
Джон Лойд Стивънс е роден на 28 ноември 1805 г. в градчето Шрусбъри, Ню Джърси. Той е вторият син на Бенджамин Стивънс, успешен търговец в Ню Джърси, и на Клеманс Лойд, дъщеря на изтъкнат местен съдия. На следващата година семейството се премества в Ню Йорк, там учи в две частни училища. На 13–годишна възраст се записва в Колумбийския колеж, като го завършва четири години по-късно през 1822 г.